# Flavio Lucio Destro
Flavio Lucio Destro (in latino: Flavius Lucius Dexter; metà III secolo d.C. – dopo il 395) è stato un senatore e storico romano del IV-V secolo.

## Biografia
Figlio di Paciano, il vescovo di Barcellona al quale san Girolamo dedicò il suo De viris illustribus, fu un alto funzionario imperiale sotto Teodosio I e Flavio Onorio. Proconsole d'Asia tra il 379 e il 387, fece innalzare ad Efeso una statua in onore di Teodosio il Vecchio, padre dell'imperatore. Dopo la fine dell'incarico, i suoi ex cittadini fecero erigere in suo onore una statua a Barcellona, sua città natale. Nel 387 fu nominato Comes rerum privatarum dell'Oriente. Dopo la morte di Teodosio (17 gennaio 395), fu Prefetto del Pretorio d'Italia, sotto Onorio, dal 18 marzo al 1º novembre 395.

## Opere
Gli fu falsamente attribuita una storia del mondo, chiamata Omnimoda Historia o Chronicon dello Pseudo-Dexter che era in realtà un falso di Jerónimo Román de la Higuera (1538-1611),. La pseudoepigrafia dell'opera fu dimostrata dall'erudito Nicolás Antonio nella sua Censura de historias fabulosas, pubblicata postuma nel 1742.
Dubbi sull'autenticità dell'opera erano già stati espressi nel corso del 1600, ma la controversia si protrasse fino al XVIII secolo. Il cistercense François de Bivar (Bivarius) pubblicò un lungo commentario e una dotta apologia in difesa dell'autenticità del Chronicon (Lione, 1627).